# 22780 McAlpine
Format:Homonymes
22780 McAlpine este un asteroid din centura principală de asteroizi.

## Descriere
22780 McAlpine este un asteroid din centura principală de asteroizi. A fost descoperit pe 20 martie 1999 la Socorro, New Mexico, în cadrul proiectului LINEAR. Asteroidul prezintă o orbită caracterizată de o semiaxă mare de 2,24 ua, o excentricitate de 0,10 și o înclinație de 4,7° în raport cu ecliptica.